# Gaius Antistius Reginus
Gaius Antistius Reginus war einer der Offiziere Gaius Iulius Caesars während des Gallischen Krieges. 53 und 52 v. Chr. diente er Caesar als Legat. Er nahm 52 v. Chr. an den Kämpfen um Alesia teil und führte nach dem römischen Sieg über Vercingetorix eine der caesarischen Legionen in das Winterlager im Siedlungsgebiet der Ambivareten.
Vielleicht ist er identisch mit einem von Marcus Tullius Cicero im Mai 49 v. Chr. (als Flottenkommandant?) erwähnten Reginus.